# Patrick Ligardes
Patrick Ligardes, né le 24 mai 1962 à Lectoure (Gers), est un acteur, metteur en scène et scénariste français.

## Biographie
Ancien élève du cours Jean-Périmony, il se forme essentiellement au théâtre de l’Escabeau où il joue une douzaine de spectacles de 1980 à 1992 dont Arturo Ui dans La Résistible Ascension d'Arturo Ui de Bertolt Brecht, Bottom dans Le Songe d'une nuit d'été de William Shakespeare, Blazius dans On ne badine pas avec l’amour d’Alfred de Musset.
Au théâtre, à partir de 1992, il joue dans de nombreux spectacles avec Michel Vuillermoz, Jean-Michel Ribes, Denis Podalydès, ainsi que Michel Fau, Bernard Lévy, Frédéric Bélier Garcia, Emmanuel Bourdieu entre autres.
Au cinéma, il interprète le rôle principal dans Origine Contrôlée d’Ahmed et Zakia Bouchaala, l’un des rôles principaux dans André le Magnifique de Thibault Staib et Emmanuel Silvestre. Il a participé à ce jour à près d’une soixantaine de films, notamment de Bruno Podalydès, Albert Dupontel, James Huth, Xavier Gens, Éric Rochant et Jacques Audiard.
Il met en scène l'adaptation du film Une Journée Particulière d’Ettore Scola en 1991 et participe à la mise en scène d’André le Magnifique en 1997.
Aux Molières 1998, il partage les prix de meilleur auteur, meilleur spectacle de création, et meilleure pièce comique pour André le Magnifique.
Pour le cinéma, il a notamment coécrit Madame Édouard et André le Magnifique.
Il a reçu le prix du Jury du Festival du film de Paris et du meilleur scénario de la fondation Gan en 2000 pour sa participation à l’adaptation de la pièce André le Magnifique pour le cinéma.
Depuis 2015, il est Marcel Gaingouin, directeur des opérations de la DGSE, dans la série Le Bureau des légendes d’Éric Rochant.

## Filmographie

### Cinéma

#### Longs métrages
- 1996 : Bernie d'Albert Dupontel : surveillant de l'orphelinat
- 1996 : Des nouvelles du bon Dieu de Didier Le Pêcheur
- 1996 : Un héros très discret de Jacques Audiard : Malbert
- 1998 : Dieu seul me voit de Bruno Podalydès
- 1998 : Serial Lover de James Huth : Pino
- 1998 : … Comme elle respire de Pierre Salvadori : serveur au restaurant
- 1999 : Le Créateur d'Albert Dupontel : Gildas
- 2000 : André le magnifique d'Emmanuel Silvestre et Thibault Staib : Alexis
- 2001 : Origine contrôlée d'Ahmed Bouchaala et Zakia Bouchaala : Patrick
- 2002 : Le Nouveau Jean-Claude de Didier Tronchet : le péagiste
- 2003 : Le Mystère de la chambre jaune de Bruno Podalydès : le brigadier
- 2003 : Zéro un, segment Au suivant ! de Jeanne Biras (film collectif) : Bernard Dimanche
- 2003 : Le Bison (et sa voisine Dorine) d'Isabelle Nanty : M. Gérard
- 2004 : Malabar Princess de Gilles Legrand : gendarme Petit
- 2005 : Le Parfum de la dame en noir de Bruno Podalydès : le spectateur
- 2005 : Brice de Nice de James Huth : Jean-Marie Guitera, le banquier
- 2005 : Le Souffleur de Bruno Podalydès : le père de Félix
- 2006 : Enfermés dehors d'Albert Dupontel : le conseiller Bartel
- 2007 : Hitman de Xavier Gens : un acheteur
- 2007 : Frontière(s) de Xavier Gens : Karl
- 2008 : Musée haut, musée bas de Jean-Michel Ribes : le mari de Clara
- 2008 : Faubourg 36 de Christophe Barratier : contrôleur 1945
- 2009 : Bancs publics (Versailles Rive-Droite) de Bruno Podalydès : Paul, le vendeur
- 2009 : Welcome de Philippe Lioret : le voisin de Simon
- 2010 : Angèle et Tony d'Alix Delaporte : le conseiller d'insertion
- 2012 : Astérix et Obélix : Au service de Sa Majesté de Laurent Tirard : général romain
- 2013 : Turf de Fabien Onteniente : superviseur
- 2013 : Lulu femme nue de Sólveig Anspach ; Serge
- 2014 : Goal of the Dead de Benjamin Rocher et Thierry Poiraud : Coubert
- 2014 : Brèves de comptoir de Jean-Michel Ribes : le coiffeur
- 2014 : À la vie de Jean-Jacques Zilbermann : le mari de la concierge
- 2015 : Un village presque parfait de Stéphane Meunier : Chavi
- 2015 : Qui c'est les plus forts ? de Charlotte de Turckheim : le DRH
- 2015 : Ni le ciel ni la terre de Clément Cogitore : officier Armenet
- 2016 : La Fille de Brest d'Emmanuelle Bercot : Bruno, le mari d'Irène Frachon
- 2017 : Mission Pays basque de Ludovic Bernard : le réceptionniste
- 2017 : Numéro une de Tonie Marshall : le no 2 de THEORES
- 2020 : Les Deux Alfred de Bruno Podalydès : le Maire de Croisseuil
- 2022 : Viens je t'emmène d'Alain Guiraudie : M. Petit
- 2022 : Les Vieux Fourneaux 2 : Bons pour l'asile de Christophe Duthuron : Larquebuse, le Maire de Moncoeur
- 2023 : Wahou ! de Bruno Podalydès : Gérard, le mari d'Annabelle
- 2023 : Farang de Xavier Gens : Professeur prison
- 2023 : Jeff Panacloc : À la poursuite de Jean-Marc de Pierre-François Martin-Laval : Colonel Mouthe
- 2024 : Un monde violent de Maxime Caperan : Collignon
- 2024 : La Petite Vadrouille de Bruno Podalydès : le propriétaire de la pénichette
- 2024 : Sous la Seine de Xavier Gens : Préfet de Police de Paris
- 2024 : Fêlés de Christophe Duthuron : le banquier
- 2025 : Le Domaine de Giovanni Aloi : Le garde-chasse
- 2025 : L'Homme qui a vu l'ours qui a vu l'homme de Pierre Richard : Jackot
- 2025 : La Bonne Étoile de Pascal Elbé

#### Courts métrages
- 2000 : BTK - Born to Kast : cambrioleur 1
- 2002 : Le Grand Soir : Jean-Pierre Raymond
- 2002 : Au suivant ! de Jeanne Biras : Bernard Dimanche
- 2005 : Au petit matin de Xavier Gens : l'inspecteur
- 2009 : Les Incroyables aventures de Fusion Man de Xavier Gens et Marius Vale : Waco
- 2011 : Sans faire de bruit de Nicolas Revoy : le père
- 2019 : Call Me Matthew de Rémy Cayuela : docteur Segol
- 2021 : Bruits blancs de Thomas Soulignac : Alain

### Télévision

#### Téléfilms
- 1996 : Berjac : Coup de maître de Jean-Michel Ribes : inspecteur Bourdier
- 2008 : Seule de Fabrice Cazeneuve : le directeur des ressources humaines
- 2013 : Alias Caracalla, au cœur de la Résistance d'Alain Tasma : Morlaix
- 2022 : Le mystère Daval de Christophe Lamotte : Adjudant Chef Bordier

#### Séries télévisées
- 2004 : La Crim', épisode Room sévice : José Etxebarri
- 2004 : B.R.I.G.A.D., épisodes Noces rouges et Dialogue de sourds : Julien Morlet
- 2005 : Navarro, épisode La mort un dimanche : Berthier
- 2009 : Le Chasseur : Me Pinard Legris
- 2010 : Les Virtuoses : directeur de la prison
- 2013 : Boulevard du Palais, épisodes Mort d'un salaud et Les Liens du sang : Kerouane
- 2014 : Crossing Lines, épisode The Team : réceptionniste de l'hôtel
- 2014 : Léo Matteï, Brigade des mineurs, épisode Manipulations de Raphaël Jade : Julien Weber
- 2015 : Paris de Gilles Bannier : chef de la sécurité
- 2015-2018 : Le Bureau des légendes d'Éric Rochant : Marcel Gaingouin
- 2016-2020 : Candice Renoir, épisodes Il n'y a pas de grenouille qui ne trouve son crapaud, Toute vérité n'est pas bonne à dire et Loin des yeux, loin du coeur : Major Régis Morin
- 2020 : Le Voyageur, épisode Le Voleur de nuits de Stéphanie Murat : Paul Tardieu
- 2021 : Face à face de July Hygreck et Julien Zidi : Commissaire Vidal

## Théâtre
- 1998 : André le Magnifique d'Isabelle Candelier, Loïc Houdré, Patrick Ligardes, Denis Podalydès et Michel Vuillermoz, mise en scène des auteurs
- 2004 : Musée haut, musée bas de Jean-Michel Ribes, mise en scène de l'auteur
- 2007 : Le Mental de l'équipe d'Emmanuel Bourdieu, mise en scène Frédéric Bélier-Garcia
- 2010 : Les Nouvelles brèves de comptoir de Jean-Marie Gourio, mise en scène Jean-Michel Ribes
- 2015 : Fleur de cactus de Pierre Barillet et Jean-Pierre Gredy, mise en scène Michel Fau, théâtre Antoine